# Stoppok (Album)
Stoppok ist das vierte Studioalbum des deutschen Sängers Stefan Stoppok und erschien 1990 bei Ariola.

## Titelliste
1. Confusion – 4:33
2. Zwischen Twen Tours & Seniorenpass – 3:48
3. Meine Welt – 3:52
4. Romeo & Julia – 3:55
5. An der Bar – 2:43
6. Du brauchst Personal – 3:18
7. Ärger (Du kannst mich...) – 3:58
8. Mir stinkt´s auch – 3:45
9. Watt nu – 3:05
10. Oben hing – 3:56
11. Verstand sei still – 3:06
12. Wo – 3:04